# 山西龍郎
山西 龍郎（やまにし たつお、1946年 - 2019年）は、日本の思想史家。元東京都市大学教授。元日本ホルン協会副会長。元日本コルネット協会会長。芸術選奨新人賞受賞。

## 人物・経歴
1969年東京外国語大学外国語学部ドイツ語科卒業。1975年一橋大学大学院社会学研究科修了、社会学修士。東京都市大学教授としてホルン研究を行い、著書『音のアルカディア 角笛の鳴り響くところ』で芸術選奨新人賞を受賞した。2015年定年退職。日本ホルン協会副会長、日本コルネット協会会長なども務めた。

## 著書
- 『音のアルカディア : 角笛の鳴り響くところ』ありな書房 1996年
- 『オルフェオ : クレモナ、マントヴァ、そしてオペラの生誕』ありな書房 2001年

## 翻訳
- 『宿命の道化たち : ドイツ・オーストリア演劇におけるユダヤ人』ありな書房 1985年